# Міста Норвегії

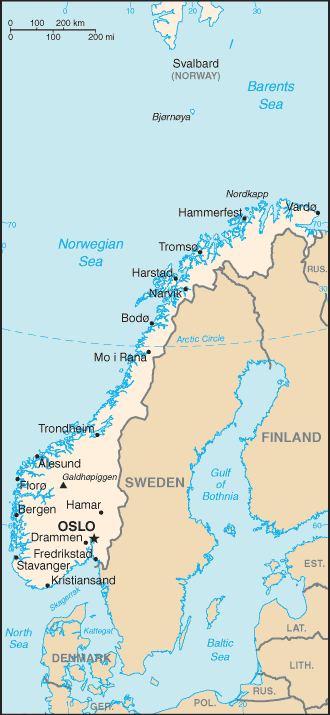
Мапа Норвегії з найважливішими містами

Міста Норвегії — населені пункти Норвегії зі значною чисельністю (більше 5 тис.) та густотою населення (урбанізованістю), міський статус яких закріплено 1997 року законодавчо.

## Історія
До 19-20 століть міста Норвегії були поділені на дві категорії: містечка або торгові міста (kjøpstad) і портові міста (ladested). Кожне з міст мало особливі превілегії, які були зменшені 1857 року, а в 1952 році була скасована класифікація, тому вони всі називалися містами by.
Норвезькі комуни розділились на міські (bykommune) і сільські(herredskommune). 1946 року кожній комуні був призначений чотиризначний код на основі ISO 3166-2:NO. Розділення на міські і сільські комуни було скасовано урядовим законом у 1992 році.
До 1951 року існувало 744 комуни. У період між 1960 і 1965 роками багато норвезьких комун були об'єднані, після чого деякі з них втратили статус. Наприклад, коли у 1963 році міська комуна Бревік (Brevik) була об'єднана з міською комуною Порсгрунн (Porsgrunn) і сільською комуною Ейдангер (Eidanger), нова комуна отримала назву Порсгрунн і зберегла свій цифровий код, а Бревік утратив статус міста.
Згідно з законом 1997 року поселення повинно мати мінумум 5 000 жителів, щоб йому присвоїти статус міста. Норвезькою мовою слово «місто» — by (бю).
До 1996 року статус міста присвоювався міністерством місцевого самоврядування (the Ministry of Local Government and Regional Development). Наразі статус присвоюють ради комун і це формально схвалюється державою. Згідно з законом 1997 року комуна повинна мати мінімум 5 000 жителів, щоб їй присвоїли статус міста для одного з населених пунктів. У 1999 році муніципальна рада Барду (Bardu) присвоїла статус міста Сетермоену (Setermoen), що суперечило закону, бо в комуні не було 5 000 жителів.
Також закони 1996 року дозволяють поселенням, які втратили міський статус в 1960-х роках знову його собі повернути. Вище згаданий Бревік утратив статус після об'єднання комун в 1963 році і знову отримав його тільки в 1996.
Осло — столиця Норвегії і найбільше місто країни з населенням 575 475 жителів у 2009.
Станом на 1 січня 2017 року найбільшим містом Норвегії залишається Осло із 988 873 жителями, друге місце за Бергеном (254,235), третє за Ставангером (+Sandnes) (220,943). Тронгейм вже має лише 180 557 жителів, решта міст ще менші.